# Маккейб и миссис Миллер
«Маккейб и миссис Миллер» (англ. McCabe & Mrs. Miller; иногда встречается название «Бордель», 1971) — ревизионистский вестерн Роберта Олтмена, основанный на романе Эдмунда Нотона «Маккейб» 1959 года. Сам режиссёр определил его жанр как «анти-вестерн». Номинант на премии «BAFTA» за лучшую операторскую работу (Вилмош Жигмонд) и «Оскар» за лучшую женскую роль (Джули Кристи).
В 2007 году фильм внесён в Национальный реестр фильмов, как обладающий «культурным, историческим или эстетическим значением».
По версии Американского института кино занимает 8-е место в разделе «10 лучших вестернов» 10 фильмов из 10 жанров.

## Сюжет
1902 год, штат Вашингтон. В глухое шахтёрское поселение Пресбитериан-Чёрч, названное в честь не использующейся часовни как единственного существенного здания, приезжает таинственный игрок в карты Джон Маккейб (Уоррен Битти). Распространяется слух о том, что когда-то «Толстяк Маккейб» застрелил кандидата в губернаторы Вайоминга Билла Раунтри. Завоевав уважение простодушных горняков своим прямым характером и накопив игрой некоторое состояние, Маккейб открывает в городке салун и игорный и публичный дома, ранее купив в соседнем городке Бэапау у сутенёра Арчера трёх куртизанок за 200 долларов.
Бизнесмен Шин (Рене Обержонуа) предлагает Маккейбу сотрудничество, но получает отказ. Одна из проституток пытается зарезать пытавшегося изнасиловать её рабочего, но Джон останавливает кровопролитие.
Улучшить бизнес начинающему бизнесмену помогает Констанция Миллер (Джули Кристи) — проститутка-кокни, прибывшая поездом из Сиэтла, с недюжинной деловой хваткой, которая сразу распознаёт показную крутость Маккейба. Деловые партнёры открывают бордель более высокого класса с проститутками из Сиэтла, чистым бельём и баней. Между ними завязываются отношения, хотя по изначальной договорённости за каждую ночь, проведённую в её постели, Маккейб платит Миллер по 5 долларов.
Предприятие партнёров привлекает в Пресбитериан-Чёрч народ со всей округи. Юджин Сирс (Майкл Мёрфи) и Эрнест Холландер, агенты крупной горнодобывающей компании «Харрисон&Шоннеси» из Бэапау, славящейся убийствами отказывающихся сотрудничать клиентов, предлагает Маккейбу купить его бизнес, а также близлежащие цинковые рудники, что они уже сделали у Шина за 1600 долларов, но тот отказывается от предложенной цены в 5500 долларов. Миссис Миллер предупреждает о кровавых последствиях отказа. Агенты предлагают 750 долларов сверху, но непреклонный бизнесмен запрашивает 14-15 тысяч. Холланд не желает торговаться и уговаривает коллегу уехать.
В городок приезжает ковбой (Кит Кэррадайн), соскучившийся по женскому теплу. Констанция даёт советы начинающей проститутке Иде (Шелли Дюваль), на днях похоронившей мужа Барта (Берт Ремсен). Миллер тщетно уговаривает Маккейба, отправившего своего человека Смолли (Джон Шак) вслед за агентами, уехать из городка. Вернувшийся Смолли сообщает о неудаче. Компания подсылают троих наёмных убийц — громилу Батлера (Хью Милле), молчаливого метиса Брида и юношу Кида. Маккейб неудачно пытается договориться с Батлером. Выясняется, что убитый за карточной игрой Билл Раунтри, лучший друг лучшего друга охотника за головами, умер не от руки Толстяка, который был лишь свидетелем. Батлер даёт Маккейбу десять секунд на то, чтобы убраться, и понимает, что тот никогда никого не убивал.
Джон узнаёт, что агенты уехали из местного филиала компании, после чего обращается за помощью к адвокату Клементу Сэмюэлсу (Уильям Дивейн), который соглашается бесплатно посодействовать в подрыве влияния «Харрисона&Шоннеси» в районе. Маккейб возвращается в городок, понимая, что несмотря на уверения Сэмюэлса, ему придётся столкнуться с убийцами лицом к лицу. Констанция требует свою долю, дабы заключить сделку с троицей. Проститутки провожают ковбоя, который замечает, как Кид тренируется в стрельбе по бутылке на льду. Охотник за головами уговаривает добродушного юношу, не желающего участвовать в дуэли, показать ему свой кольт, после чего убивает его, когда видит тянущуюся к кобуре руку, что уже можно расценивать как угрозу жизни.
Когда конфронтация достигает пика, Маккейб с ружьём укрывается на колокольне ремонтируемой часовни, откуда видит рассредотачивающихся охотников. Пастор, забравший ружьё, прогоняет Джона. Батлер, ошибочно принявший священника за бизнесмена, простреливает тому руку с зажжённой лампой и добивает. Безоружный Маккейб добирается до салуна, где выпивает и забирает револьвер. Спрятавшись в сарае, он убивает зашедшего Кида в спину, который успевает ранить его в живот и в ногу, прежде чем свалиться в наполненную водой кадушку. Местный житель Винди замечает пожар в церкви, горожане оперативно мобилизуются. Маккейб добирается до борделя, затыкает рану полотенцем и смертельно ранит Брида в спину выстрелом через дверь, тот перед смертью успевает сделать несколько шагов, оставив кровавую дорожку. Выследивший жертву Батлер стреляет Маккейбу в спину из ружья, когда тот поднимается на холм. Притворившийся мёртвым смертельно раненый Джон убивает подошедшего громилу выстрелом в голову из спрятанного в рукаве дерринджера.
Жителям удаётся потушить часовню. Маккейб умирает в одиночестве под завывание ветра, застывшее в сидячем положении тело заносит снегом. В это время ни о чём не подозревающая Миллер лежит под действием опиума в наркопритоне и рассматривает пустой бутылёк.

## В ролях
- Уоррен Битти — Джон «Толстяк» Маккейб, картёжник и бизнесмен
- Джули Кристи — Констанция Миллер, партнёрша Маккейба
- Рене Обержонуа — Шин, бизнесмен
- Уильям Дивейн — Клемент Сэмюэлс, адвокат
- Джон Шак — Смолли, сотрудник Маккейба
- Кори Фишер — мистер Эллиот
- Берт Ремсен — Барт Койл, муж Иды
- Шелли Дюваль — Ида Койл, начинающая проститутка
- Кит Кэррадайн — ковбой, посетитель борделя
- Майкл Мёрфи — Юджин Сирс, агент горнодобывающей компании
- Хью Милле — Батлер, наёмный убийца

## Работа над фильмом
Фильм с рабочим названием The Presbyterian Church Wager («Пари в Пресбитериан-Чёрч») снимался в окрестностях Ванкувера. Название было изменено на «Джон Маккейб» под давлением пресвитерианской церкви США, не желавшей, чтобы её название ассоциировалось с фильмом о борделе. Заглавные роли исполнили Уоррен Битти и Джули Кристи, с 1967 года состоявшие в гражданском браке и не желавшие расставаться даже на съёмочной площадке.
При создании фильма одной из главных проблем была слабая драматургическая основа сценария. Битти вспоминал: «Режиссёр у нас был, что называется, в зените, был и по-настоящему хороший актёрский состав, а вот сценария не было никакого. Такая вот незадача». Первоначальный сценарий по роману Эдмунда Нотона написал приятель режиссёра Брайан Макай, но вышел заурядный традиционный вестерн: история о загадочном чужаке, который появляется в начале 20 века в городке на Северо-Западе. Олтмен так отзывался о сценарии: "Ничего хуже из историй о Диком Западе я не слышал — одни избитые клише. Он — картёжник; она — проститутка, хотя и сердце золотое; три злодея — громила, метис и пацан. Я спросил тогда сценариста: «И это ты хочешь снимать?». Над сценарием стали работать Олтмен и Битти, причём по вопросу, кому принадлежит авторство сценария, согласия не было. В титрах значился Олтмен, что во многом объясняется его приверженностью теории авторского кино. По словам Битти, Клайда Бэрроу и Мак-Кейба «роднит безрассудная взбалмошность. Никакие они не герои. Мне показалось это смешным, Олтмену — тоже. И мы согласились с трактовкой».
В некоторых сценах на заднем плане видны за работой молодые плотники из числа пацифистской молодёжи, перебравшейся в Канаду, чтобы избежать призыва на Вьетнамскую войну. Декорации строились ими по мере работы над фильмом. К крышам зданий были подведены шланги, чтобы по мере необходимости создавать эффект накрапывающего дождя. Внезапно выпавший в конце съёмок снег чуть было не спутал планы съёмочной группы.
Эффект реалистичности призваны усилить негромкие, наслаивающиеся друг на друга диалоги периферийных персонажей и зернистая, обесцвеченная картинка. Благодаря использованию цветовых фильтров интерьерам был придан тёплый, буро-рыжеватый оттенок, с которым контрастируют унылые серые и зеленоватые тона уличных сцен. Чтобы руководство студии не смогло «выправить» изображение, оператор и режиссёр изначально условились немного засветить негатив.

## Реакция
Фильм первоначально не вызвал ажиотажа у американских зрителей, включая кинокритиков. Джули Кристи была в очередной раз номинирована на «Оскар», оператор Вилмош Жигмонд — на премию Британской академии. Рецензенты посчитали нарисованный Олтманом образ фронтира начала XX века нарочито опрокинутой в прошлое картиной Америки уотергейтовского периода, погрязшей в насилии и лжи.
Фильм потерпел значительный кассовый провал, что подпортило репутацию Олтмена, которую он заработал картиной «М.Э.Ш.». Битти видел причину провала в плохом звуке: «Именно звук поставил крест на огромном потенциальном коммерческом успехе фильма, потому что публика просто ничего не поняла. Если бы не жёсткие условия по сроку выхода в прокат, Олтмен бы его подправил. Не думаю, что он сознательно хотел нагадить» и даже признался, что «Будь я продюсером, я бы Олтмена пристрелил».
Со временем статус фильма вырос до такой степени, что по результатам опроса кинематографистов Американский институт кино включил «Маккейба» в список лучших вестернов, а Библиотека Конгресса внесла его в Национальный реестр наиболее значимых американских фильмов. Из авторитетных кинокритиков А. О. Скотт записал «Маккейба» в пятёрку своих любимых фильмов, Полин Кейл (близкая подруга режиссёра) назвала «прекрасной картиной, о которой можно было только мечтать», а Р. Эберт назвал его совершенством. По оценке Д. Кера и киносправочника Time Out, это лучшая работа Олтмана.

## Жанровое своеобразие
«Маккейб и миссис Миллер» принадлежит к натуралистическому периоду в творчестве Олтмана, когда он занимался развенчанием тех ценностей, которые были положены в основу традиционных жанров американского кино, и один за другим «деконструировал» эти жанры. Так, вместо кульминационной перестрелки «глаза в глаза» он предлагает зрителю игру в прятки с целью выстрелить противнику в спину. Вместо привычной для вестернов духоподъёмной музыки с первых кадров элегическое настроение задают «завораживающие, заунывные баллады» с дебютного альбома Леонарда Коэна, выпущенного в 1967 году.

Дикий Запад на экране просто не узнать. Вместо палящего солнца — холод, грязь, слякоть, а в финале — ещё и томительный снегопад, который убивает надежнее, чем пули. Вместо бескрайних прерий — теснота убогого, заплеванного городка. «Маккейб» вообще очень «тесный» фильм, где персонажи непрерывно находятся в состоянии вынужденной физической близости. Вместо ярких цветов — коричневый и серый. Вместо шикарных наездников — шпана какая-то, напоминающая человеческую фауну заштатного восточноевропейского местечка: котелки, ермолки, треснутые очечки, нечесаные бороды, подтяжки, кальсоны. Впрочем, один настоящий, вернее, киношный белозубый ковбой на экране появится: заскочит накормить лошадь. Его почти сразу же пристрелят. Маленький мир, маленькие люди.— Михаил Трофименков